# История на икономическата мисъл
Историята на икономическата мисъл е дял на историята на науката, разглеждащ развитието на науката икономика от Античността до наши дни, включително появата и развитието на различните школи на икономическата мисъл.
Още през Античността философи като Аристотел разсъждават върху изкуството за създаване на богатство, а средновековни схоластици като Тома Аквински разглеждат етичните страни на търговията. Въпреки това икономиката се обособява като самостоятелна научна дисциплина едва с Индустриалната революция през XVIII-XIX век.